# Inseln unter dem Winde
Als Inseln unter dem Winde, auch Inseln hinter dem Winde (in nicht-deutschsprachigen Kartenwerken oder in solchen mit internationaler Beschriftung auch englisch Leeward Islands, niederländisch Benedenwindse Eilanden, französisch Îles sous le vent, portugiesisch Ilhas do Sotavento oder spanisch Islas de Sotavento), bezeichnet man im Deutschen die windabgewandte, meist westliche Hälfte größerer Inselgruppen in tropischen Meeresregionen. Diese Benennung entstammt der historischen Seefahrt und liegt darin begründet, dass über den tropischen Meeren die Passatwinde wehen, die vorzugsweise aus östlichen Richtungen kommen. Die windzugewandten, meist östlichen Hälften dieser Inselgruppen heißen entsprechend Inseln über dem Winde.
Als Inseln unter dem Winde werden folgende Inselgruppen bezeichnet:
|  | die südwestlichen Inseln (niederl. Benedenwindse Eilanden, span. Islas de Sotavento, engl. Leeward Antilles) der Kleinen Antillen in der Karibik, im Einflussbereich des Nordostpassats gelegen                                                                   |
|  | der nordwestliche Teil (engl. Leeward Islands) der Inseln über dem Winde der Kleinen Antillen in der Karibik – im Deutschen ist diese Untergliederung nicht üblich                                                                                                |
|  | der westliche Teil (frz. Îles sous le Vent) der Gesellschaftsinseln im Zentralpazifik, im Einflussbereich des Südostpassats gelegen, dazu gehört Bora Bora, Huahine, Maupiti, Raiatea (mit Uturoa), Tahaa, Tupai, Manuae, Maupihaa und Motu One (Bellingshausen). |
|  | der südliche Teil (port. Ilhas do Sotavento) der Kapverden im westlichen Zentralatlantik, im Einflussbereich des Nordostpassats gelegen |
|  | der westliche Teil (engl. Leeward Islands oder Northwestern Islands) der Hawaii-Inselkette im Zentralpazifik, im Einflussbereich des Nordostpassats gelegen |